# Thecla veterator
Thecla veterator är en fjärilsart som beskrevs av Druce 1907. Thecla veterator ingår i släktet Thecla och familjen juvelvingar. Inga underarter finns listade i Catalogue of Life.